# Barry Goldberg

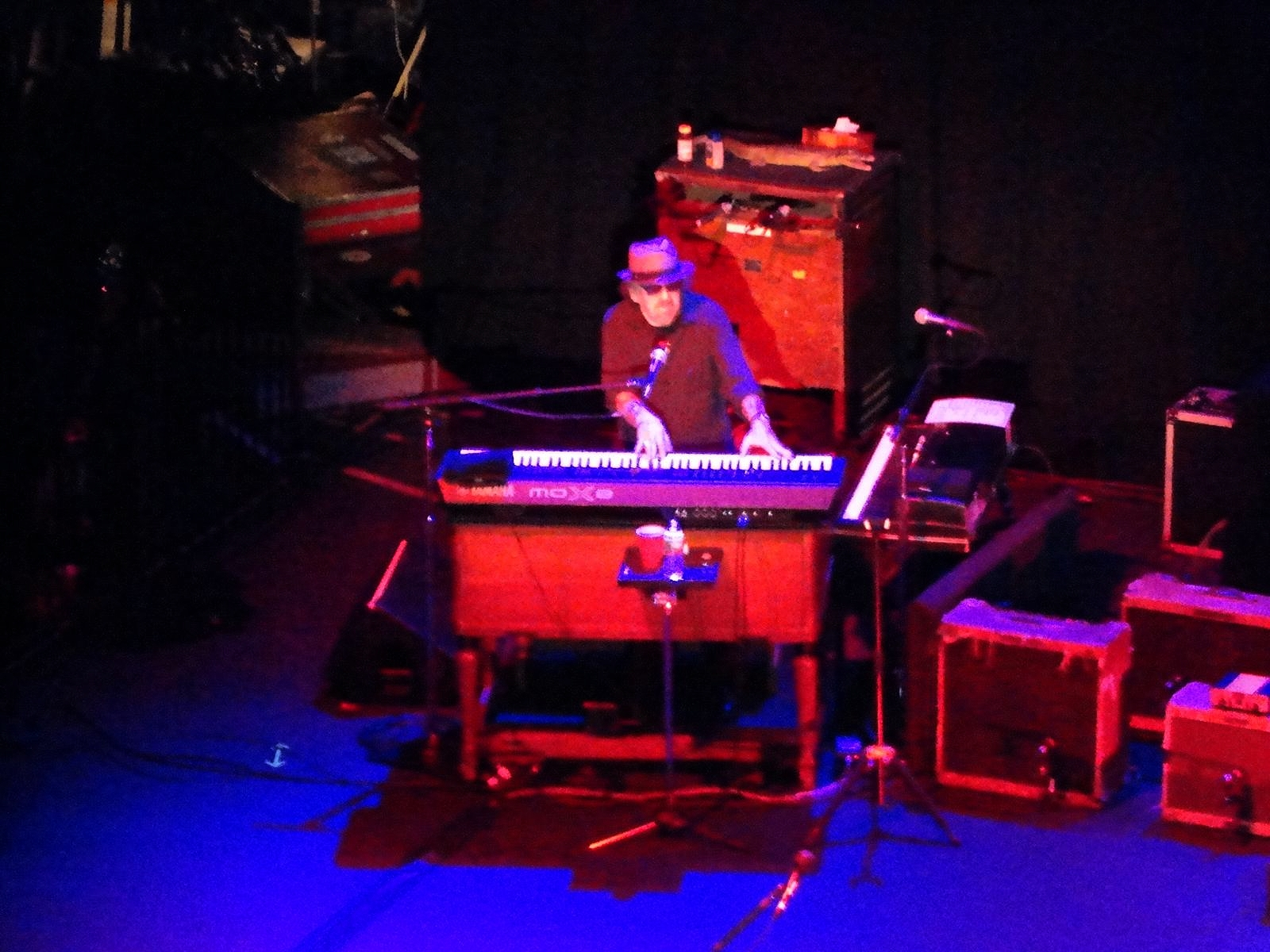
Barry Goldberg (2013)

Barry Joseph Goldberg (* 25. Dezember 1942 in Chicago, Illinois; † 22. Januar 2025) war ein US-amerikanischer Blues- und Rock-Keyboarder, Songwriter und Musikproduzent. Er war einer der profiliertesten Keyboard-Spieler der US-amerikanischen Blues-Szene ab den späten 1950ern.

## Biografie
Schon während seiner Schulzeit spielte Goldberg Klavier in verschiedenen Bands und Clubs der Chicagoer North Side. Einer seiner Freunde war der Gitarrist Mike Bloomfield, der ihn schließlich zum Blues bekehrte. Goldberg spielte mit Blues-Legenden wie Howlin’ Wolf und Muddy Waters, aber auch mit jungen Blues-Fans wie Steve Miller, Charlie Musselwhite, Harvey Mandel, Nick Gravenites, Robbie Robertson, Mitch Ryder, Jimi Hendrix und Paul Butterfield.
1965 begleitete Goldberg Bob Dylan, als dieser auf dem Newport Folk Festival die akustische durch die elektrische Gitarre ersetzte und den Folk Rock aus der Taufe hob. 1966 erschien das Album Blowing My Mind der Barry Goldberg Blues Band.
Goldberg war Mitglied von Mike Bloomfields Band Electric Flag, die 1967 beim Monterey Pop Festival ihren ersten Auftritt hatte. Im selben Jahr begleitete Goldberg Al Kooper und Mike Bloomfield auf deren Album Super Session. 1969 spielten Goldberg und Bloomfield das vielbeachtete Album Two Jews Blues ein.
In den 1970ern war Goldberg einer der Namensgeber des Projekts KGB. In der Folgezeit schrieb er immer wieder Musik für Film- und Fernsehproduktionen. Gelegentlich trat er mit einer eigenen Band auf oder begleitete Musikerkollegen bei ihren Auftritten.
Unter dem Bandnamen The Rides spielte er 2013 mit Stephen Stills und Kenny Wayne Shepherd das Album Can’t Get Enough ein, auf das 2016 ein zweites Gemeinschaftswerk mit dem Titel Pierced Arrow folgte.
Barry Goldberg starb am 22. Januar 2025 im Alter von 82 Jahren.

## Diskografie

### Alben
- 1966: Blowing My Mind (Epic LP: BN-26199) – The Barry Goldberg Blues Band[4]
- 1967: The Trip: Original Motion Picture Soundtrack (Sidewalk LP: ST-5908) – The Electric Flag[10]
- 1968: A Long Time Comin’ (Columbia LP: CS-9597) – The Electric Flag[10]
- 1968: There’s No Hole in My Soul (Buddah LP: BDS-5012) – The Barry Goldberg Reunion[11]
- 1969: Two Jews Blues (Buddah LP: BDS-5029) – mit Mike Bloomfield[6]
- 1969: Street Man (Buddah LP: BDS-5051)[6]
- 1970: Ivar Avenue Reunion (RCA LP: LSP-4442) – Ivar Avenue Reunion[12]
- 1970: Charlie Musselwhite, Harvey Mandel, Barry Goldberg – Chicago Anthology[6]
- 1972: Barry Goldberg and Friends (Record Man/Cherry Red LP: CR-5015) mit Harvey Mandel, Mike Bloomfield und Eddie Hoh[13]
- 1973: Harvey Mandel, Barry Goldberg, Charlie Musselwhite – Blues from Chicago[6]
- 1974: The Band Kept Playing (Atlantic LP: SD-18112) – The Electric Flag[10]
- 1974: Barry Goldberg (Atco LP: SD-7040)[6]
- 1976: Barry Goldberg & Friends Recorded Live (Buddah LP: BDS-5684)[13]
- 1976: KGB – KGB (Ray Kennedy, Ric Grech, Barry Goldberg, Mike Bloomfield, Carmine Appice)[7]
- 1976: Motion – KGB[7]
- 2002: Stoned Again (Antone’s Record Label/Texas Music Group ANT-0058)[6]
- 2005: Chicago Blues Reunion: Buried Alive in the Blues (Out of the Box Records 3016) mit Nick Gravenites, Harvey Mandel, Tracy Nelson, Sam Lay, Corky Siegel[14]
- 2006: Chicago Blues Union (Music Avenue 250151), Neuauflage von Material aus Barry Goldberg and Friends[6]
- 2013: Can’t Get Enough (429 Records CD: FTN-17940) – The Rides[8]
- 2016: Pierced Arrow (429 Records CD: FTN-16054) – The Rides[8]
- 2018: In the Groove (Sunset Blvd Records SBR-7931)[6]

### Kompilationen
- 1971: Blasts From My Past (Buddah LP: BDS-5081), Kompilation von There’s No Hole in My Soul und Two Jews Blues[6]
- 1982: Best of the Blues – mit Charlie Musselwhite, Robben Ford, Harvey Mandel, Mike Bloomfield, Daryl Dragon[6]
- 1991: Barry Goldberg & Friends[6]
- 2011: It’s All My Vault[6]

### Mitwirkung
- 1968: Super Session – Al Kooper, Mike Bloomfield, Stephen Stills
- 1993: Word of Mouth – Merryweather featuring Steve Miller, Dave Mason, Charlie Musselwhite, Barry Goldberg[6]
- 2008: Harvey Mandel and the Snake Crew[15]

### Tribute
- 2010: Bary Goldberg – The Works – mit Bob Dylan, The Electric Flag, Rod Stewart, Ramones, Mitch Ryder u. a.[16]

## Filmografie (Auswahl)
- 1987: Drei auf dem Highway – Three for the Road (Three for the Road)
- 1987: The Spirit
- 1989: Zwei Cheyenne auf dem Highway (Powwow Highway)
- 1990: Captain America
- 1990: Flashback
- 1993: Return of the Living Dead III
- 1995: Best of the Best 3 – No Turning Back
- 1999: Das Haus der Zukunft (Smart House)
- 2002–2003: Street Time (Fernsehserie)